# Cratere Lane
Lane è un cratere lunare di 53,76 km situato nella parte sud-occidentale della faccia nascosta della Luna.
Il cratere è dedicato al fisico statunitense Jonathan Homer Lane.

## Crateri correlati
Alcuni crateri minori situati in prossimità di Lane sono convenzionalmente identificati, sulle mappe lunari, attraverso una lettera associata al nome.
| Lane | Coordinate            | Diametro (in km) |
| ---- | --------------------- | ---------------- |
| B    | 7°42′S 133°09′E       | 11,95            |
| S    | 9°50′24″S 131°03′36″E | 34,41            |